# Maïté Louis
 (mars 2019).
Pour les articles homonymes, voir Louis.
Maïté Louis, née le 9 juillet 1984, est une violoniste française. 
Elle se produit en concert depuis l'âge de 9 ans dans les salles européennes, et fait ses débuts au Carnegie Hall à New York en 2019.

## Biographie

### Formation
Titulaire d'un master d'interprétation à la Haute École de Musique de Genève et du Certificat d'Aptitude de professeur de violon, elle est l'élève de Ivry Gitlis, Jean-Pierre Wallez et Nejmi Succari (en). Elle étudie également la musique irlandaise et la musique baroque.

### Carrière musicale
Elle a effectué environ 400 concerts : à Rome, Nice, Paris, Sassenage, la Martinique.
Son dernier CD « Inspirations » (Continuo Classics, 2018) est nommé coup de cœur de Ionarts à Washington[réf. nécessaire].
Elle joue actuellement[Quand ?] un violon moderne du maître luthier Pierre Caudal, et un violon de 1777 de Jacobus Horil.
Elle se produit régulièrement avec son trio de musique irlandaise Irish Kind Of.
Elle a eu divers partenaires musicaux : Donatas Katkus (de), Jean-Christophe Keck, Gabriel Bianco, Nicolas Martin-Vizcaino, Ivry Gitlis, Nicolas Brochot...
Son livre Le violon, du plaisir à l'excellence est paru[Quand ?] aux Editions Delatour France, dans la collection Le violon rouge dirigée par Alexis Galpérine.

## Prix & Récompenses
- 1er prix au Golden Classical Music Awards à New York
- 1er prix du Concours International Grand Prize Virtuoso Competition
- 2e prix du Concours International Glazounov
- Prix d'Honneur de France Musique

## Discographie
- 2018 : Inspirations, CD violon seul, Continuo Classics
- 2017 : Black Turf, Trio Irish Kind Of, production Live 3.4
- 2011 : Sweep the Corners, Trio Irish Kind Of, production Live 3.4
- 2009 : Live in Dublin, Trio Irish Kind Of, production Live 3.4
- 2006 : Lever de rideaux, DVD Maïté Louis, violon - Ariane Saguet, piano, Migoo Productions
- 2005 : Appassionata, CD Maïté Louis, violon - Ariane Saguet, piano, Ooctave production